# 1920年路易斯安那飓风
1920年路易斯安那飓风（英語：1920 Louisiana hurricane）是1920年9月对路易斯安那州部分地区构成重大破坏的一个强烈热带气旋，也是这年大西洋飓风季第二场热带风暴和第二场飓风，于9月16日在哥伦比亚西北方向海域由扰动天气区发展而成。气旋起初强度偏弱，登陆尼加拉瓜时依然是热带低气压，但在经过洪都拉斯湾期间得以增强，在登陆尤卡坦半岛前成为热带风暴。进入墨西哥湾后，气旋在朝西北偏北移动的同时快速强化，达到风力时速160公里的二级飓风强度后从路易斯安那州霍玛附近登陆。接下来风暴在陆地上空急剧减弱，最终于9月23日在东堪萨斯州上空逐渐消散。
飓风逼近美国墨西哥湾沿岸地区之际，估计加尔维斯顿岛有4500人被迫撤离，另有多地采取包括疏散人员在内的多种预防措施。风暴登陆时在大范围沿海地区产生狂风，将树木连根拔起，还对部分民房和基础设施构成破坏。暴雨在阿拉巴马州罗伯茨代尔产生的降水最多，达300毫米。暴雨还将铁轨冲毁，引发多起铁路事故。气旋在美国墨西哥湾沿岸地区共导致一人死亡，损失总额约为145万美元。

## 气象历史
1920年9月中旬，一条低压槽经中加勒比海进入哥伦比亚附近海域。系统组织逐渐改善，于9月16日发展出闭合环流，并于协调世界时早上六点成为热带低气压。气旋存在早期的大部分时间里强度都很弱，风速基本保持在每小时55公里，最低气压不超过1005毫巴（百帕，29.7英寸汞柱），于协调世界时9月18日早上6点以此强度从洪都拉斯和尼加拉瓜边境附近的蚊子海岸（Mosquito Coast）登陆。系统的规模很小，进入洪都拉斯上空后有所增强，于9月19日达到热带风暴强度后从特鲁希略附近进入洪都拉斯湾。风暴在洪都拉斯湾又有小幅强化，最大持续风速于9月20日达到每小时80公里，然后加速朝西北偏北移动并登陆尤卡坦半岛。气象机构起初认为气旋经过半岛期间强度基本保持不变，但经现代重新分析后认定系统减弱至热带风暴下限强度，再于9月20日晚进入墨西哥湾。
气旋进入墨西哥湾后开始增强，于9月20日早上6点达到现代萨菲尔-辛普森飓风等级下的一级飓风强度。风暴继续强化，于9月22日凌晨0点成为二级飓风，随后又达到风力时速155公里的最高强度，估计此时的最低气压为975毫巴（百帕，28.8英寸汞柱）。凌晨1点，气旋以最高强度从路易斯安那州霍玛附近登陆，此时的最大风速半径约为51公里。该州近海多艘船只观测到飓风中的风眼。进入陆地上空后，风暴开始快速减弱，于早上6点在伊贝维尔堂区附近上空消退成热带风暴。气旋继续加速向西北偏西前进，从附近多个气象站的观测结果来看，估计风暴最终于9月23日在堪萨斯州上空消散。

## 防灾措施和影响

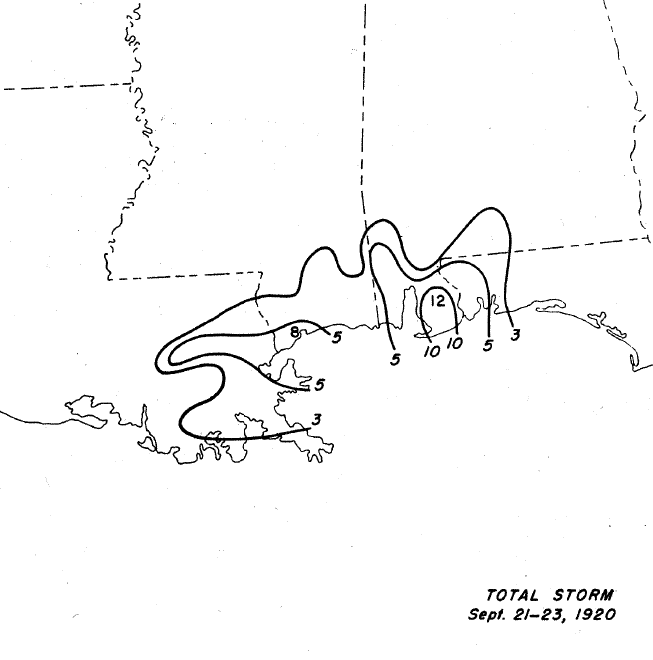
风暴在美国的降水分布

路易斯安那州摩根城至德克萨斯州科珀斯克里斯蒂之间的美国墨西哥湾沿岸地区收到飓风警告，接下来随着气旋逼近，警告范围向东移至佛罗里达州彭萨科拉至路易斯安那州新奥尔良。可能受到风暴影响的近海区域收到海洋警告，许多船只撤回海岸沿线港口躲避。加尔维斯顿岛的货运列车转移到德克萨斯州大陆，以防万一，岛上约有4500居民经城际列车转移。美国海岸警卫队接到命令，做好随时应对各类突发紧急状况的准备，正在加尔维斯敦哈钦斯营（Camp Hutchings）执行任务的美国国民警卫队转移到克罗克特堡（Fort Crockett）的营房。多家石油公司在气旋来袭前中止沿海油田运作。庞恰特雷恩湖畔居民转移到新奥尔良，导致酒店暴满，部分人员只能前往包括邮局在内的公共建筑躲避。
墨西哥湾及其北岸出现狂风，船只在风暴增强成飓风前夕测得999毫巴（百帕，29.5英寸汞柱）气压。路易斯安那州格兰德艾尔测得的持续风速达每小时145公里，向东远至密西西比州的贝圣路易斯风力时速至少都达到95公里，导致许多树木倒塌，电缆中断。新奥尔良有一人因电缆断裂触电身亡，此外受灾地区的通讯也受到影响，阻碍之后的救灾工作。新奥尔良至少有2500个电话无法使用，部分房屋的屋顶被狂风刮落。降水主要集中在风暴东半部经过的沿海及内陆地区，大部分降雨都发生在9月21至23日。阿拉巴马州的罗伯茨代尔测得300毫米雨量，比其他地点都高。考德威尔堂区的凯利（Kelly）24小时降雨量达到41毫米，刷新9月24小时降雨量纪录。不过，气旋在陆地上空迅速消亡，因此路易斯安那州内陆地区降水普遍不到51毫米。德克萨斯州以博蒙特降雨最多，但也只有30毫米。暴雨令路易斯安那州大范围地区的铁路受到冲刷并遭受破坏，一辆从肯塔基州路易维尔开往纳什维尔的列车因铁轨冲蚀严重而被困在庞恰特雷恩湖畔，新奥尔良至阿拉巴马州莫比尔的铁路运输中断。风暴经过期间，博格尼湖（Lake Borgne）和密西西比湾（Mississippi Sound）的风暴潮有1.5至1.8米高，密西西比州的比洛克西也测得1.6米的风暴潮。强烈的风暴潮对路易斯安那州的格兰德艾尔和马尼拉村（Manilla Village）构成相当严重的破坏。不过飓风来袭时正逢退潮，所以灾情得以减轻。整场风暴共对基础设施构成价值75万美元的破坏，农作物损失总额约为70万美元，其中大部分是水稻和甘蔗。